# اقبالیه
اِقْبالیّه شهری است در بخش مرکزی شهرستان قزوین استان قزوین است. زبان مردم شهر ترکی آذربایجانی و فارسی است.
این شهر پیشتر به سلطان‌آباد بعدها به اسلام‌آباد معروف شد و اکنون این شهر را با نام اقبالیه می‌شناسند. اما اکثریت مردم از نام سلطان آباد استفاده می‌کنند
این شهر در آخرین سر شماری در سال ۱۳۹۵ که جمعیتی ۵۵۰۶۶ نفری را دارا است یکی از شهرهای قدیمی استان قزوین می‌باشد و در ۳۶ و ۱۳ عرض شمالی و ۴۹ و ۵۵ طول شرقی واقع شده است و حدود ۴۷/۳ کیلومتر مربع وسعت دارد. اقبالیه دارای موقعیتی دشتی است و در دهستان اقبال غربی از بخش مرکزی شهرستان قزوین و ۵ کیلومتری جنوب غربی شهر قزوین، بر سر راه اصلی این شهر به همدان و زنجان قرار دارد.

## پیشینه
این شهر که یکی از شهرهای ۱۲ گانه استان قزوین به‌شمار می‌رود پیش از این سلطان‌آباد خوانده می‌شد و پس از انقلاب به اسلام‌آباد نامگذاری شد که در ۱۳۷۰ش به نام اقبالیه درآمد.

## جمعیت
در سرشماری نفوس و مسکن سال ۹۵ جمعیت اقبالیه ۵۵۰۶۶ ذکر شد. از این میان ۲۸۴۴۱ تن مرد و ۲۶۶۲۵ تن زن اعلام شد و شمار کل خانوارهای این شهر ۱۶۱۵۴ می‌باشد. زبان بومی مردم این شهر ترکی است و از زبان فارسی نیز استفاده می‌شود. 

## اقتصاد
فعالیت اقتصادی ساکنان این شهر تا یک دهه پیش عمدتاً و به ترتیب اهمیت عبارت بود از کشاورزی، باغداری و دامداری. زمین‌های کشاورزی این محل برابر ۲۰۷، ۱ هکتار بود که حدود ۶۱٪ آن (۷۳۶ هکتار) آبی و مابقی به صورت دیم بود. محصولات عمده کشاورزی عبارت بود از گندم (۳۸۴ هکتار)، جو (۱۹۲ هکتار)، چغندرقند (۲۴ هکتار)، نباتات علوفه‌ای (۴۸ هکتار)، حبوبات (۲۹ هکتار) و سیب‌زمینی (۲۴ هکتار). سیب و انگور از دیگر محصولات این منطقه بود. این منطقه در ۱۳۶۷خورشیدی دارای ۴۵۴ خانوار بهره‌بردار کشاورزی بود که از یک رشته قنات و ۷ چاه عمیق به عمق متوسط ۱۰۰ متر استفاده می‌کردند. امروزه بخش قابل توجهی از اهالی اقبالیه در فعالیت‌های صنعتی و خدماتی شرکت دارند.

## گردشگری
در این شهر تپه‌ای تاریخی وجود دارد که سفال‌های یافت شده در آن را به حدود سده ۸ تا ۱۰ق نسبت داده‌اند. اقبالیه دارای ۴ پارک عمومی جمعاً به مساحت ۱۳ هزار م ۲ است. گفتنی است در این شهر کاروانسرای بود که در سال ۱۳۵۵ بدون اینکه آثاری از خرابی در آن به وجود آید توسط بعضی از اهالی تخریب شد.
تپه تاریخی این شهر اکنون تبدیل به پارک شده است که به علت بزرگ بودن گستره آن و نقش مرکزی داشتن آن در سطح شهر مورد توجه شهروندان و مسافران واقع شده است.

## مصلی شهر
مصلی شهر اقبالیه در زمینی به مساحت ۵ هزار متر مربع و زیربنای ۴ هزار متر در کنار پارک ولایت این شهر قرار دارد. به گفتهٔ مرتضی روزبه استاندار سابق قزوین برای ساخت این مصلی ۴۰ میلیارد ریال در نظر گرفته شده است.

## پارک‌ها و بوستان‌ها
- پارک محمدعلی رجائی ورودی شهر
- پارک مسافر در خروجی شهر به طرف تاکستان
- پارک ولایت (تپه باستانی) در مرکز شهر جنب مصلای آیت الله خمینی
- پارک معلم خیایان معلم[۸]
- پارک ولیعصر

## تپه باستانی و پارک ولایت

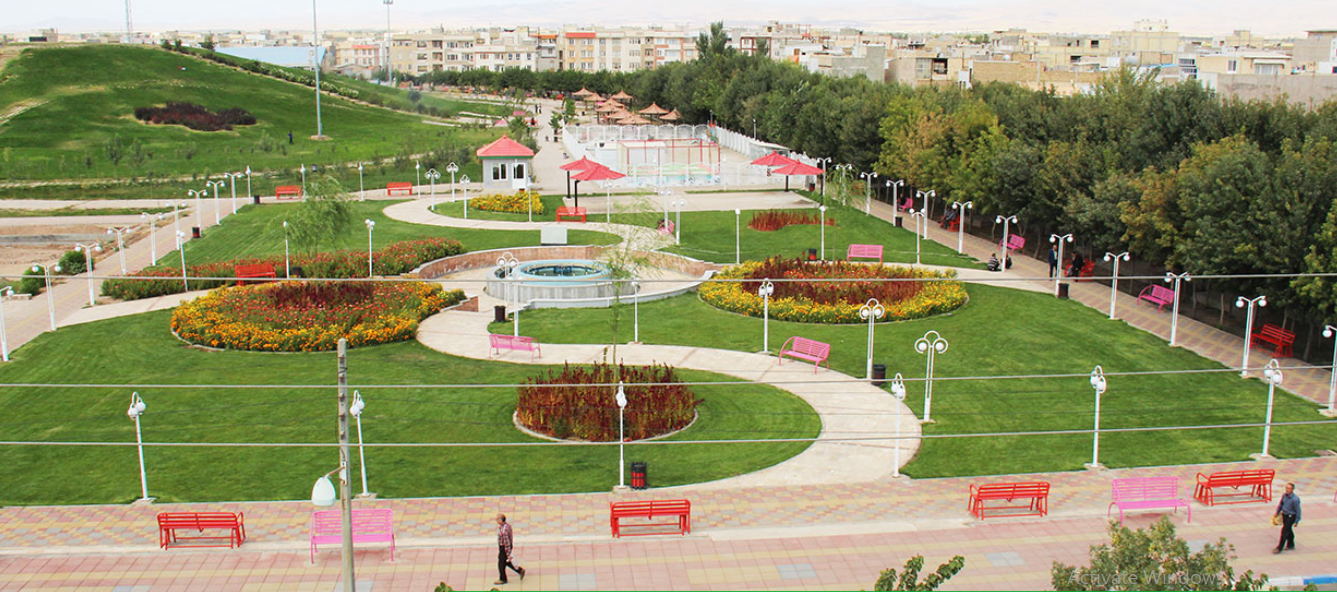

تپه اقبالیه مربوط به دوران‌های تاریخی پس از اسلام است و در شهرستان قزوین، بخش مرکزی، شهر اقبالیه واقع شده و این اثر در تاریخ ۲۲ مرداد ۱۳۸۴ با شمارهٔ ثبت ۱۳۲۴۹ به‌عنوان یکی از آثار ملی ایران به ثبت رسیده است. همچنین پارک ولایت نیز در کنار این تپه قرار دارد که به تفریحگاهی برای ساکنین این شهر تبدیل شده است.